# Салерано сул Ламбро
Салерано сул Ламбро (итал. Salerano sul Lambro) је насеље у Италији у округу Лоди, региону Ломбардија.
Према процени из 2011. у насељу је живело 2607 становника. Насеље се налази на надморској висини од 74 м.

## Становништво
Према резултатима пописа становништва 2011. у општини је живело 2.653 становника.
| 1931. | 1936. | 1951. | 1961. | 1971. | 1981. | 1991. | 2001. | 2011. |
| ----- | ----- | ----- | ----- | ----- | ----- | ----- | ----- | ----- |
| 1.185 | 1.117 | 1.317 | 1.260 | 1.307 | 1.549 | 1.706 | 2.214 | 2.653 |